# 二心集
《二心集》是鲁迅的一部杂文集，收录了鲁迅在1930年-1931年间所写的杂文三十七篇。 包括《习惯与改革》，《张资平氏的“小说学”》，《“好政府主义”》，《柔石小传》，《唐朝的钉梢》《知难行难》，《“智识劳动者”万岁》等。
- 《二心集》1932年合众书局初版。
- 《鲁迅全集》,人民文学出版社 第4卷